# Mejillones
Mejillones è una città del Cile, situata nella provincia di Antofagasta, a sua volta facente parte della Regione di Antofagasta. Si trova nella parte settentrionale della penisola di Mejillones, a 60 kilometri a nord della città di Antofagasta.
Mejillones è circondata dalle acque dell'Oceano Pacifico a ovest, e a est da uno dei più aridi deserti del mondo, il deserto di Atacama.

## Società

### Evoluzione demografica
La popolazione di Mejillones conta 8 418 abitanti. Si prevede che tale numero possa aumentare dopo la realizzazione del Megapuerto de Mejillones, destinato ad essere il più grande porto marittimo del Cile entro il 2030.
| Censimento del 1992 | Censimento del 2002 |
| 6 315 ab.           | 10 042 ab.          |